# Дорога 52 галерей

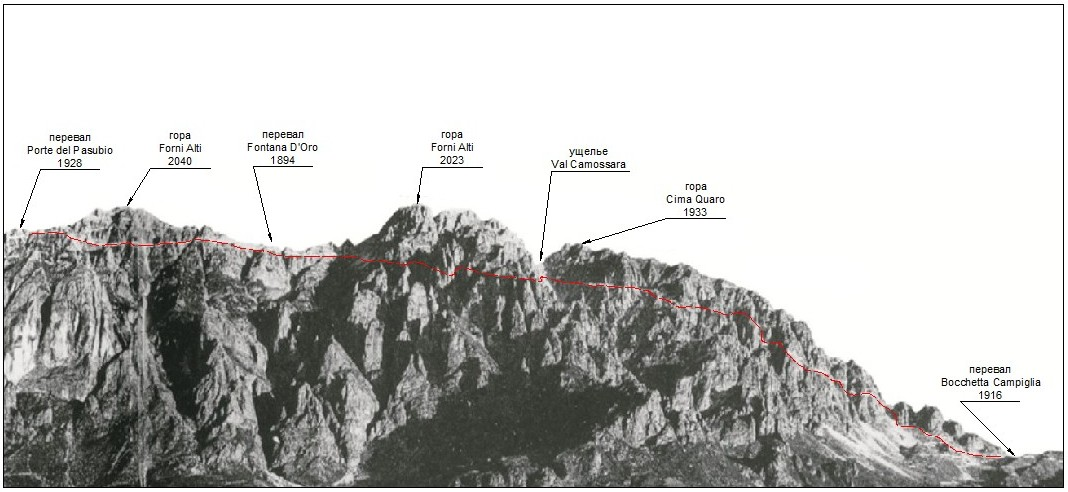
Панорама дороги 52 галерей с южной стороны. Красной пунктирной линией обозначено расположение дороги. Числа указывают высоту уровня над морем в метрах

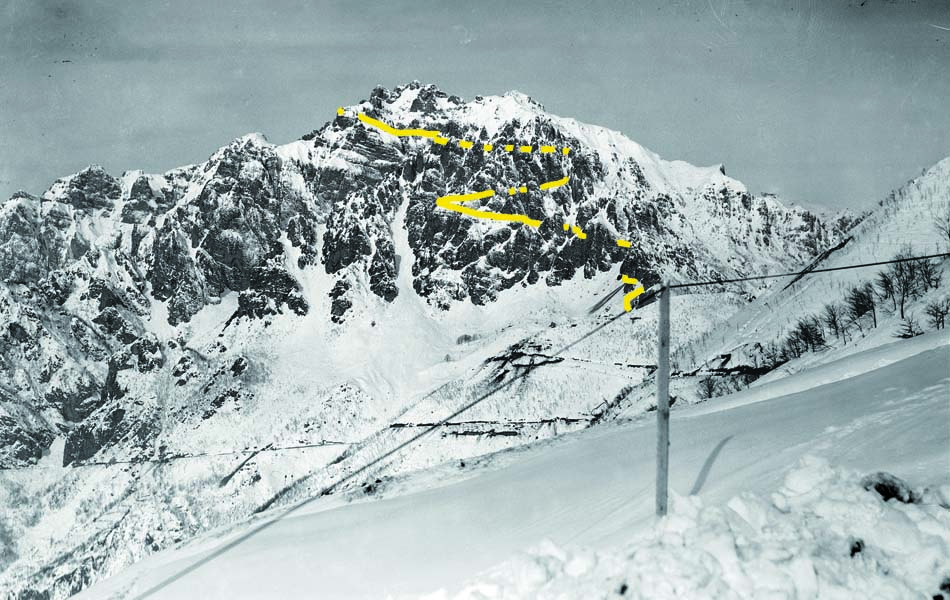
Панорама дороги 52 галерей с восточной стороны. Жёлтой пунктирной линией обозначено расположение дороги

Дорога 52 галерей (дорога 52 туннелей — итал. Strada delle 52 Gallerie) — горная дорога для вьючного транспорта, построенная в годы Первой мировой войны в Италии на границе с Австро-Венгрией.
Также известна как дорога Первой армии (итал. Strada della Prima Armata).

## История создания дороги
В годы Первой мировой войны войска Италии сражались с войсками Германии и Австро-Венгрии на всём протяжении австро-итальянской границы, от Трентино до Адриатического моря.
С мая по декабрь 1915 года итальянским войскам удалось захватить весь горный массив Пазубио в провинциях Виченца и Тренто. 15 мая 1916 года австро-венгерские войска начали крупную Трентинскую операцию, целью которой был разгром войск 1-й итальянской армии. По итогам наступления австро-венгерским войскам удалось закрепиться на северной стороне массива Пазубио. Линия соприкосновения войск стабилизировалась между двумя ранее безымянными вершинами массива Пазубио, которым были даны названия по противоборствующим сторонам которые их занимали: «Итальянский зуб» (итал. Dente Italiano) и «Австрийский зуб» (итал. Dente Austriaco). С 9 по 20 октября 1916 года итальянские войска при поддержке двух артиллерийских батарей предпринимали неоднократные попытки по овладению «Австрийским зубом», которые остались безуспешными и сопровождались большими потерями.
В связи с захватом господствующих вершин в северной части горного массива Пазубио, дорога, по которой автомобилями снабжались передовые части итальянской армии, оказалась в зоне досягаемости артиллерии противника. В зимнее время опасность также исходила от многочисленных снежных лавин. Командование итальянской армии вынуждено было предпринять меры по безопасному снабжению войск, в связи с чем было принято решение о строительстве новой дороги с южной стороны от хребта, проходящего через вершину горы Форни-Альти (итал. Forni Alti), недоступной артиллерийскому обстрелу противника. Дорога планировалась с перевала Боккетта Кампилья (итал. Bocchetta Campiglia) и до седловины в горном хребте Порте дель Пазубио (итал. Porte del Pasubio).
Работы по возведению дороги начались 6 февраля 1917 года и закончились к декабрю того же года. В возведении дороги участвовала 33-я сапёрная рота 5-го сапёрного полка cухопутных войск Италии. Для осуществления работ также были привлечены ещё 600 рабочих, объединённых в рабочие роты (349-я, 523-я, 621-я, 630-я, 765-я и 776-я). Для пробивки туннелей применялись как отбойные молотки, так и взрывчатка.

## Туннели

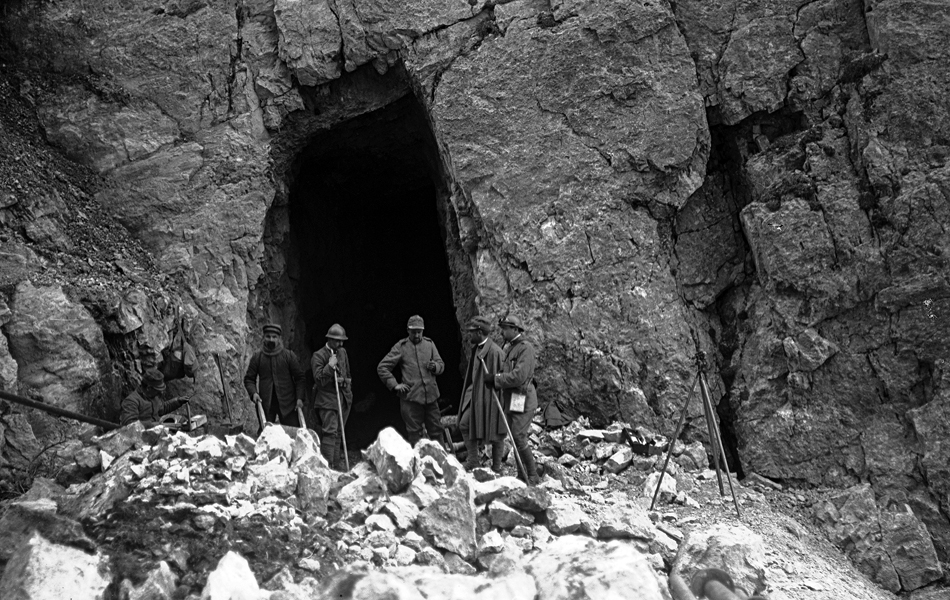
Итальянские сапёры на обустройстве тоннеля имени генерала Акилле Папа

Дорога общей протяжённостью 6 300 м, при постоянном уклоне от 12 до 22 %, проходит по 52 туннелям, пробитым в скалах. Самый длинный туннель имеет протяжённость в 318 м. Длина самого короткого туннеля — 8 м. В туннелях было налажено электрическое освещение. Дорога начинается на высоте 1216 м над уровнем моря и заканчивается на высоте 1928 м. Ширина дороги при средней в 2,5 м колеблется до минимального 2,2 м. Минимальный радиус кривизны дороги по внешней стороне составляет 3 м. Самый длинный тоннель в верхней части имеет спиральный участок, по которому дорога в 4 витка поднимается вверх.
Все туннели пронумерованы в порядке возрастания и наделены собственными именами ещё в 1917 году (кроме 49-го и 50-го) в процессе строительства. 49-й и 50-й туннели получили названия в 1991 году от Национальной ассоциации воинов и ветеранов города Виченца (итал. Associazione nazionale combattenti e reduci). Для названий туннелей были использованы имена итальянских офицеров, названия городов и местностей, а также названия воинских формирований, участвовавших в возведении дороги и в боевых действиях в массиве Пазубио.
| Порядковый номер тоннеля | Названия тоннеля                                      | Длина тоннеля (в метрах) | Фото |
| ------------------------ | ----------------------------------------------------- | ------------------------ | ---- |
| 1                        | Капитан Джузеппе Дзаппа (итал. Cap. Giuseppe Zappa)   | 17                       |      |
| 2                        | Генерал Акилле д’Аве (итал. Gen. Achille d'Havet)     | 65                       |      |
| 3                        | Роверето                                              | 14                       |      |
| 4                        | Чезаре Баттисти                                       | 31                       |      |
| 5                        | Вильгельм Оберданк (итал. Guglielmo Oberdan)          | 10                       |      |
| 6                        | Триест                                                | 17                       |      |
| 7                        | Генерал Антонино Кашино (итал. Gen. Antonino Cascino) | 35                       |      |
| 8                        | Генерал Антонио Канторе (итал. Gen. Antonio Cantore)  | 23                       |      |
| 9                        | Генерал Гаэтано Дзоппи (итал. Gen. Gaetano Zoppi)     | 78                       |      |
| 10                       | Лейтенант Надзарио Сауро (итал. Nazario Sauro)        | 12                       |      |
| 11                       | Майор Джованни Рандаччо (итал. Giovanni Randaccio)    | 28                       |      |
| 12                       | Капитан Леопольдо Мотти                               | 95                       |      |
| 13                       | Лейтенант Фабио Фильци (итал. Fabio Filzi)            | 27                       |      |
| 14                       | Капитан Оскар Мелькиори (итал. Cap. Oscar Melchiori)  | 61                       |      |
| 15                       | Тортона                                               | 45                       |      |
| 16                       | Реджо-ди-Калабрия                                     | 74                       |      |
| 17                       | Бергамо                                               | 52                       |      |
| 18                       | Парма                                                 | 46                       |      |
| 19                       | Виктор Эммануил III                                   | 318                      |      |
| 20                       | Маршал Луиджи Кадорна                                 | 86                       |      |
| 21                       | Генерал Карло Порро (итал. Gen. Carlo Porro)          | 20                       |      |
| 22                       | Бреганце                                              | 8                        |      |
| 23                       | Генерал Луиджи Капелло (итал. Gen. Luigi Capello)     | 18                       |      |

| Порядковый номер тоннеля | Названия тоннеля                                                                          | Длина тоннеля (в метрах) | Фото |
| ------------------------ | ----------------------------------------------------------------------------------------- | ------------------------ | ---- |
| 24                       | Болонья                                                                                   | 16                       |      |
| 25                       | Л’Акуила                                                                                  | 11                       |      |
| 26                       | Неаполь                                                                                   | 24                       |      |
| 27                       | Капитан Коррадо Пиконе (итал. Cap. Corrado Picone)                                        | 98                       |      |
| 28                       | Генуя                                                                                     | 14                       |      |
| 29                       | Специя                                                                                    | 31                       |      |
| 30                       | Мисс                                                                                      | 10                       |      |
| 31                       | Генерал Акилле Папа (итал. Gen. Achille Papa)                                             | 72                       |      |
| 32                       | Палаццоло                                                                                 | 48                       |      |
| 33                       | 33-я сапёрная рота (итал. 33ª Compagnia Minatori)                                         | 57                       |      |
| 34                       | Генерал Умберто Джустетти (итал. Gen. Umberto Giustetti)                                  | 132                      |      |
| 35                       | Трани                                                                                     | 10                       |      |
| 36                       | Генерал Пеппино Гарибальди                                                                | 12                       |      |
| 37                       | Балилла                                                                                   | 26                       |      |
| 38                       | Турин                                                                                     | 29                       |      |
| 39                       | Мантуя                                                                                    | 53                       |      |
| 40                       | Тренто                                                                                    | 10                       |      |
| 41                       | 26-я сапёрная рота (итал. 26ª Compagnia Minatori)                                         | 24                       |      |
| 42                       | Мачерата                                                                                  | 19                       |      |
| 43                       | Полезине                                                                                  | 55                       |      |
| 44                       | Сапёры Лигурии                                                                            | 22                       |      |
| 45                       | Отдельный взвод 25-й сапёрной роты (итал. Plotone Autonomo della 25ª Compagnia Minatori ) | 83                       |      |
| 46                       | Пичено                                                                                    | 65                       |      |
| 47                       | Палланца                                                                                  | 22                       |      |
| 48                       | Чезена                                                                                    | 14                       |      |
| 49                       | Итальянский Солдат (итал. Soldato italiano)                                               | 19                       |      |
| 50                       | Орден Витторио Венето                                                                     | 27                       |      |
| 51                       | Сардинский сапёрный взвод (итал. Plotone minatori sardo)                                  | 66                       |      |
| 52                       | Сардиния                                                                                  | 86                       |      |

## Галерея открытых участков дороги

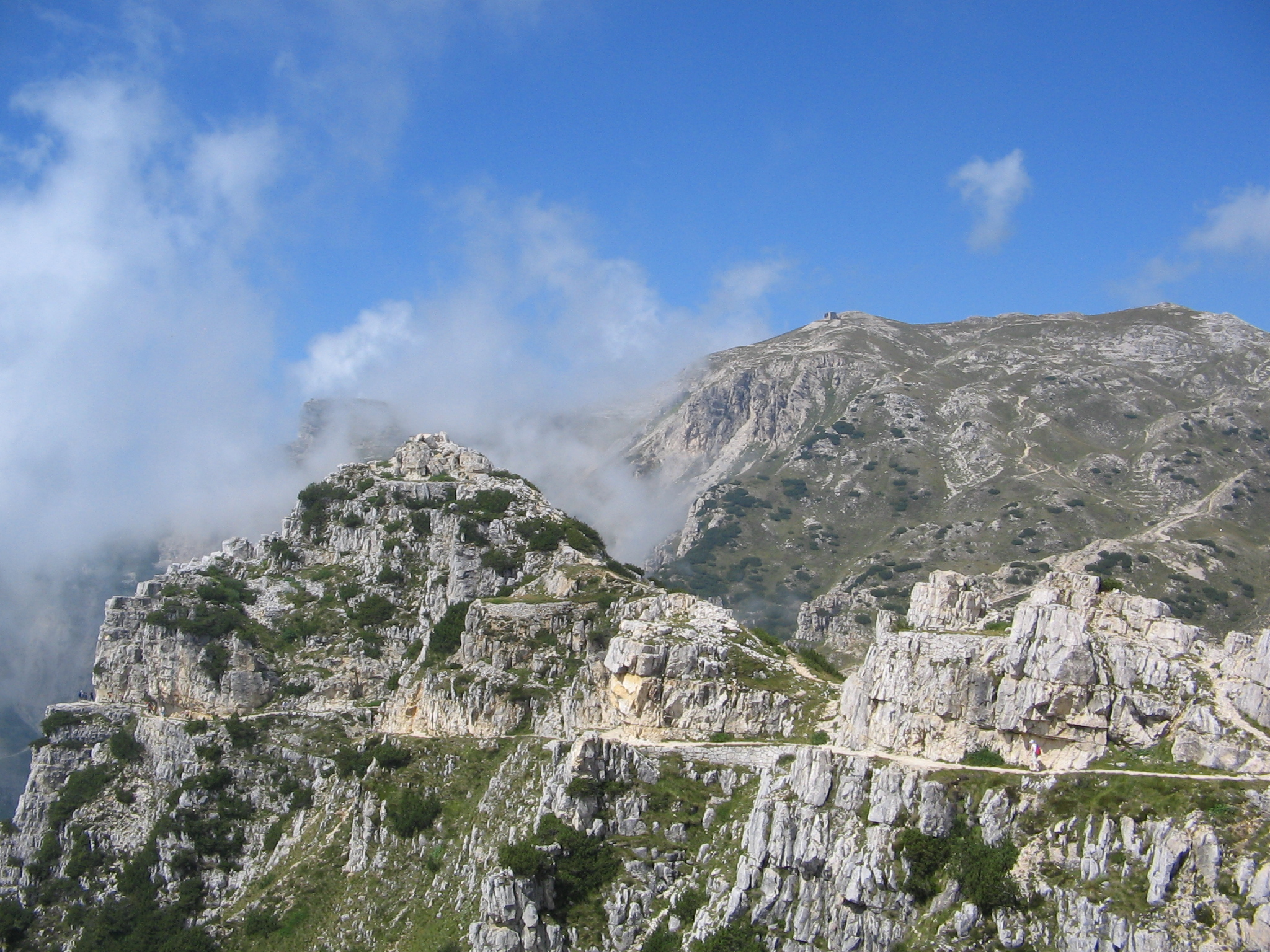
Конечная часть дороги
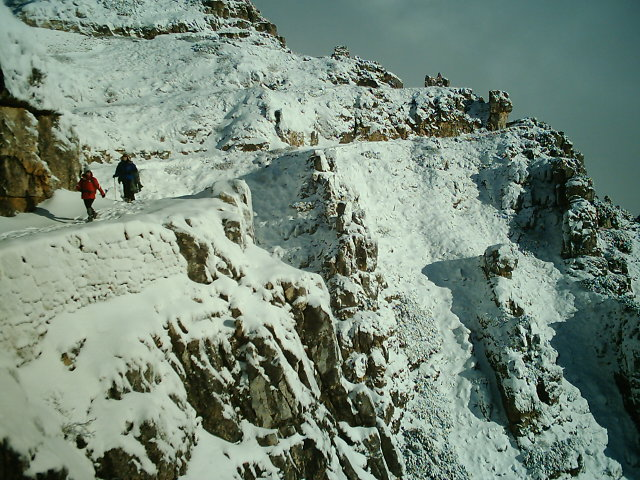
Участок дороги в зимнее время
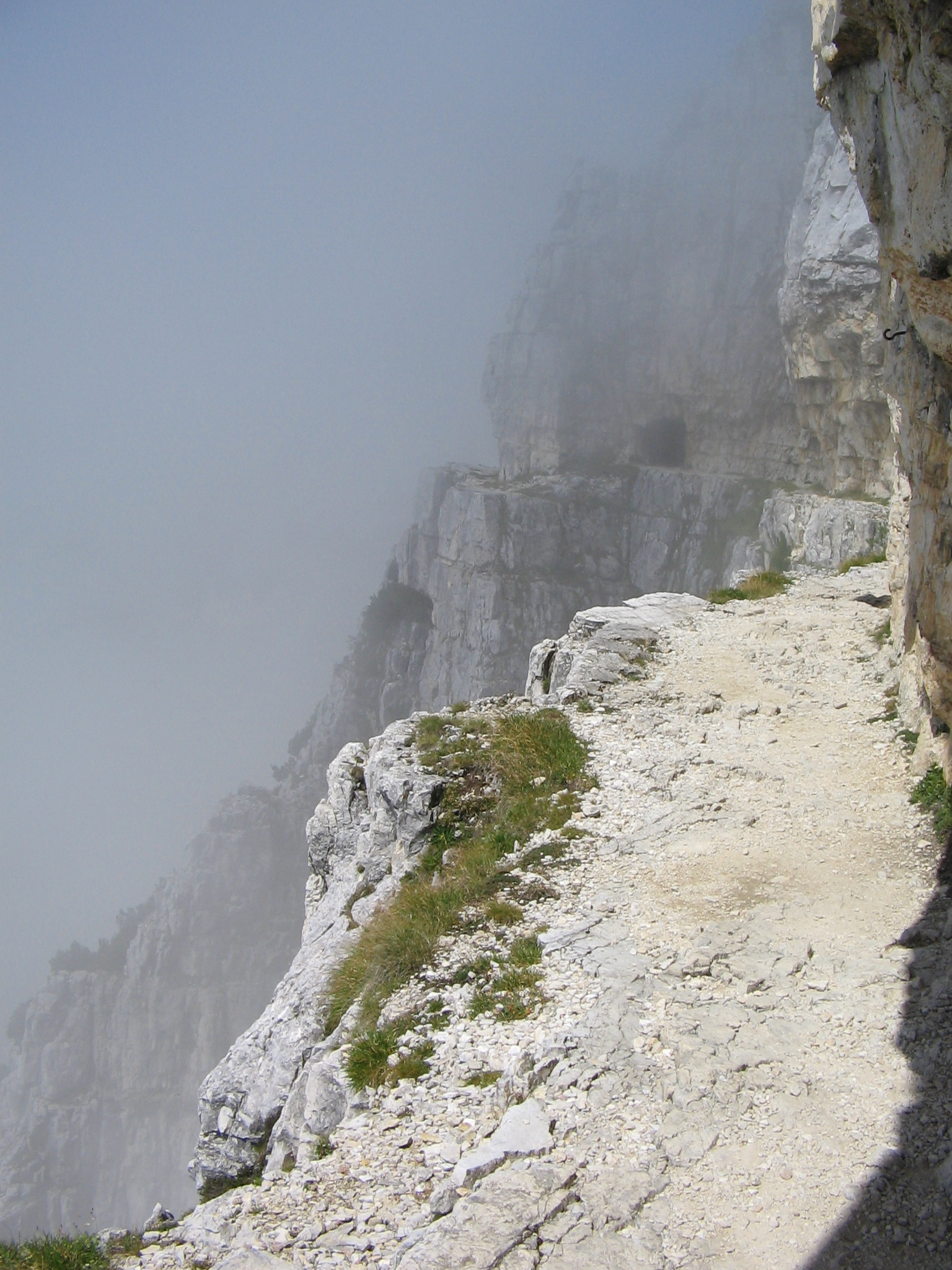
Участок дороги перед тоннелем № 31
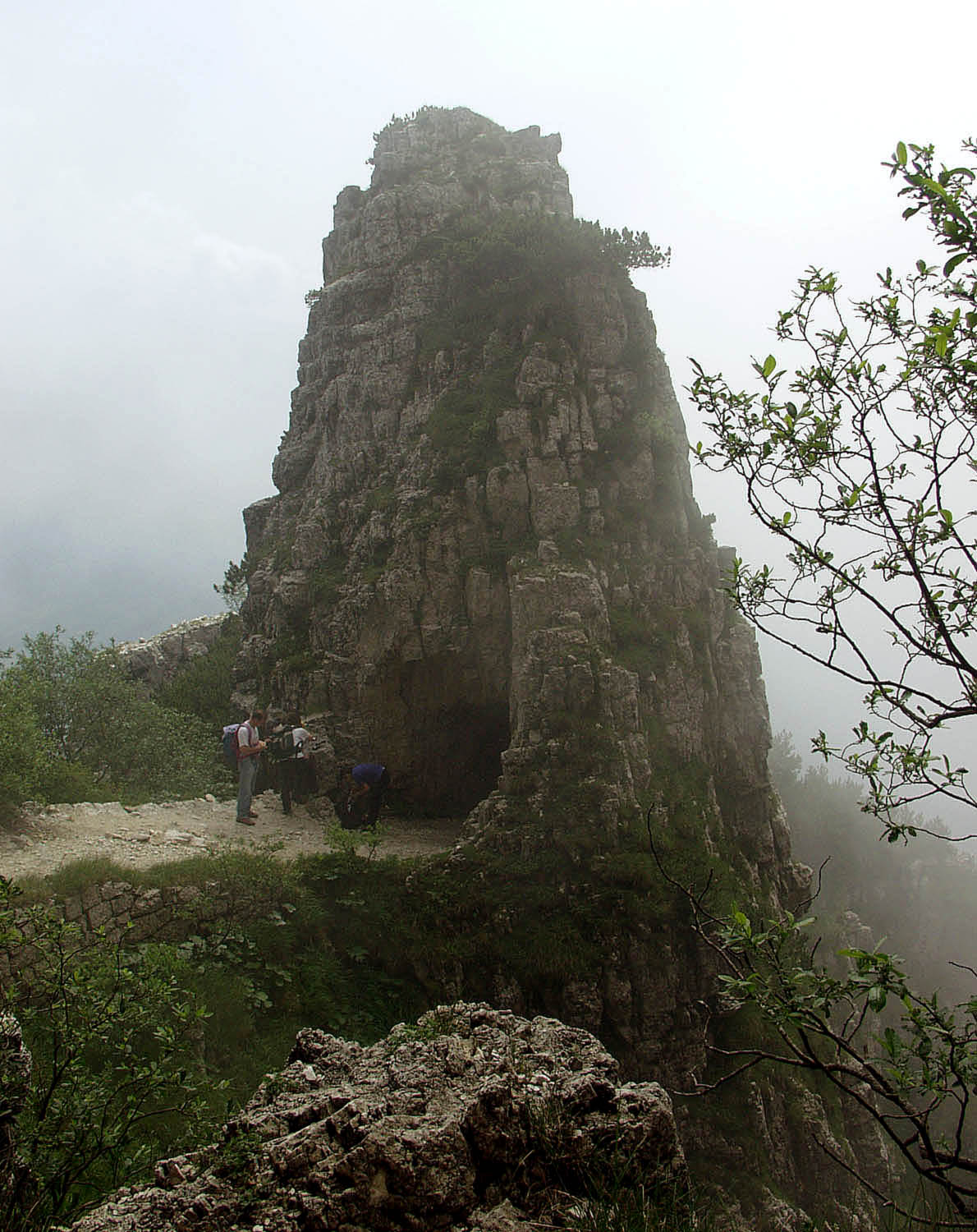
Верхняя часть тоннеля № 20